# Avianca
Avianca, akronym pro španělské Aerovías del Continente Americano SA, je kolumbijská národní letecká společnost se sídlem na mezinárodním letišti El Dorado v hlavním městě Bogotá. Dne 10. května 2020 společnost Avianca vyhlásila bankrot a zlikvidovala svoji peruánskou pobočku.
Společnost Avianca je největší leteckou společností v Kolumbii a jednou z největších aerolinií v Latinské Americe a nejstarší leteckou společností s nepřerušenou činnosti na západní polokouli. Oficiálním členem Star Alliance se firma stala 21. června 2012, po procesu, který trval zhruba 18 měsíců od počátečního vyhlášení - pozvání až po vstup do Aliance.

## Historie
Letecká společnost Avianca je jedna z nejstarších na světě, navazuje na společnost SCADTA (Sociedad Colombo Alemana de Transportes Aéreosto), která vznikla 5. prosince 1919 v kolumbijském městě Barranquilla. Po druhé světové válce se SCADTA spojila s regionálním kolumbijským dopravcem Servicio Aéreo Colombiano (SACO) a vznikla letecká společnost Avianca.
V roce 2004 koupila aerolinie společnost Synergy Group podnikatele Germána Efromoviche, která zahrnje také aerolinie Avianca Brazil (dříve OceanAir), Avianca Argentina (dříve Macair Jet), Avianca El Salvador (dříve TACA Airlines).